# Cuil
Cuil (ausgesprochen wie cool, der Name ist gälischen Ursprungs) war eine Suchmaschine, die am 28. Juli 2008 öffentlich zugänglich wurde.
Die Webseite der Suchmaschine wurde am 17. September 2010 abgeschaltet, nachdem das Risikokapital von 33 Millionen Dollar vollständig aufgebraucht war. Das Unternehmen soll bis zuletzt in Verkaufsverhandlungen gestanden haben.
Gegründet wurde Cuil unter anderem vom ehemaligen IBM-Manager Tom Costello und von Anna Patterson, die einst für die Architektur von Googles großem Suchindex „TeraGoogle“ verantwortlich war, der 2006 in Betrieb genommen wurde. Die Entwickler beabsichtigten mit Cuil eine ausgefeiltere Suchmaschine anzubieten, deren Ergebnisse deutlich relevanter als die anderer etablierter Suchmaschinen sein sollten. Die Webseiten wurden nach Inhalten katalogisiert, und die Treffer waren im Vergleich zu anderen Suchmaschinen ausführlicher dargestellt. Daten über die Nutzeraktivitäten wurden von Cuil nach eigenen Angaben nicht gesammelt.
Laut Cuil verfügte man über den mit rund 120 Milliarden erfassten Seiten deutlich größten Suchindex aller bekannten Suchmaschinen, Google habe nur 40 Milliarden. Google selbst gibt seinen eigenen Index hingegen mit 1 Billion an. Die Suchmaschine hatte zu Beginn schwere technische Probleme und lieferte teilweise merkwürdige Suchergebnisse.